# 柳島町 (草加市)
柳島町（やなぎしまちょう）は、埼玉県草加市の町名。郵便番号は340-0033。

## 地理
草加市の西部に位置する。辰井川が東部を流れる。主に住宅地となっている。

## 沿革
もとは江戸期より存在した武蔵国足立郡谷古田領に属する柳島村であった。
- はじめは幕府領、江戸中期頃より東叡山寛永寺領となる[4]。なお、検地は1750年（寛延3年）に実施
- 幕末の時点では足立郡に属し、明治初年の『旧高旧領取調帳』の記載によると、東叡山領[5]。
- 1871年（明治4年）
  - 月日不明 - 寺領が上知され、小菅県[5]の管轄となる。
  - 11月13日 - 第1次府県統合により埼玉県の管轄[4]となる。
- 1879年（明治12年）3月17日 - 郡区町村編制法により成立した北足立郡に属す。郡役所は浦和宿に設置。
- 1889年（明治22年）4月1日 - 町村制施行に伴ない、下谷塚村、中谷塚村、上谷塚村、東遊馬村、瀬崎村、柳島村、新里村、市右衛門新田、彦右衛門新田が合併して谷塚村が成立。柳島村は谷塚村の大字柳島となる。
- 1940年（昭和15年）11月23日 - 谷塚村が町制施行され、谷塚町の大字となる
- 1955年（昭和30年）1月1日 - 谷塚町が草加町、新田村と合併して新たな草加町となり、草加町の大字となる。
- 1958年（昭和33年）11月1日 - 市制が施行され、同時に草加町大字柳島から柳島町に町名変更[6]。

## 世帯数と人口
2017年（平成29年）10月1日現在の世帯数と人口は以下の通りである。
| 町丁   | 世帯数    | 人口    |
| ------ | --------- | ------- |
| 柳島町 | 2,149世帯 | 4,800人 |

## 小・中学校の学区
市立小・中学校に通う場合、学区は以下の通りとなる。
| 番地 | 小学校             | 中学校               |
| ---- | ------------------ | -------------------- |
| 全域 | 草加市立新里小学校 | 草加市立両新田中学校 |

## 交通

### 道路
- 埼玉県道・東京都道103号吉場安行東京線
- 遊馬通り

## 施設
- 埼玉県立草加南高等学校
- 草加市立やなぎしま保育園
- 草加市 柳島コミュニティセンター
- 柳島団地
- 柳島治水緑地
- 柳島第2公園
- 柳島第3公園